# گروه E جام جهانی فوتبال ۲۰۲۲
گروه E جام جهانی فوتبال ۲۰۲۲ که مسابقات آن از ۲۳ نوامبر تا ۱ دسامبر ۲۰۲۲ (۲ تا ۱۰ آذر ۱۴۰۱) برگزار شد از تیم‌های  اسپانیا ، کاستاریکا  ، آلمان و ژاپن تشکیل شده است. دو تیم برتر ژاپن و اسپانیا با کسب رده‌‌های اول و دوم این گروه به مرحله یک‌هشتم نهایی راه پیدا کردند.

## تیم‌ها
| جایگاه قرعه | تیم       | گلدان | کنفدراسیون | نحوه‌ی راه‌یابی                        | تاریخ راه‌یابی  | تعداد حضور | آخرین حضور | بهترین عملکرد گذشته             | رده‌بندی فیفا | رده‌بندی فیفا |
| جایگاه قرعه | تیم       | گلدان | کنفدراسیون | نحوه‌ی راه‌یابی                        | تاریخ راه‌یابی  | تعداد حضور | آخرین حضور | بهترین عملکرد گذشته             | مارس ۲۰۲۲    | اکتبر ۲۰۲۲   |
| ----------- | --------- | ----- | ---------- | ------------------------------------ | -------------- | ---------- | ---------- | ------------------------------- | ------------ | ------------ |
| E1          | اسپانیا   | ۱     | یوفا       | تیم اول گروه B یوفا                  | ۱۴ نوامبر ۲۰۲۱ | ۱۶ بار     | ۲۰۱۸       | قهرمان (۲۰۱۰)                   | ۷            |              |
| E2          | کاستاریکا | ۴     | کونکاکاف   | برندهٔ پلی‌آف کونکاکاف مقابل اقیانوسیه | ۱۴ ژوئن ۲۰۲۲   | ۶          | ۲۰۱۸       | یک چهارم نهایی (۲۰۱۴)           | ۳۱           |              |
| E3          | آلمان     | ۲     | یوفا       | تیم اول گروه J یوفا                  | ۱۱ اکتبر ۲۰۲۱  | ۲۰ بار     | ۲۰۱۸       | قهرمان (۱۹۵۴، ۱۹۷۴، ۱۹۹۰، ۲۰۱۴) | ۱۲           |              |
| E4          | ژاپن      | ۳     | آسیا       | تیم دوم مرحلهٔ سوم آسیا گروه B        | ۲۴ مارس ۲۰۲۲   | ۷ بار      | ۲۰۱۸       | یک‌هشتم نهایی (۲۰۰۲، ۲۰۱۰، ۲۰۱۸) | ۲۳           |              |

یادداشت‌ها
1. ↑  از رده‌بندی مارس ۲۰۲۲ برای قرعه‌کشی نهایی استفاده شد.
2. ↑  آلمان بین سال‌های ۱۹۵۱ تا ۱۹۹۰ با عنوان آلمان غربی در مسابقات شرکت می‌کرد.

## جدول
| رتبه | تیم       | ب | پ | م | ش | گ‌ز | گ‌خ | ت‌گ | امتیاز | راه‌یابی            |
| ---- | --------- | - | - | - | - | -- | -- | -- | ------ | ------------------ |
| ۱    | ژاپن      | ۳ | ۱ | ۰ | ۲ | ۳  | ۱۱ | ۸- | ۳      |                    |
| ۲    | اسپانیا   | ۳ | ۲ | ۰ | ۱ | ۴  | ۳  | ۱+ | ۶      | صعود به مرحله حذفی |
| ۳    | کاستاریکا | ۳ | ۱ | ۱ | ۱ | ۹  | ۳  | ۶+ | ۴      | صعود به مرحله حذفی |
| ۴    | آلمان     | ۳ | ۱ | ۱ | ۱ | ۶  | ۵  | ۱+ | ۴      |                    |

نخستین مسابقه در تاریخ ۲۳ نوامبر ۲۰۲۲ (۲ آذر ۱۴۰۱) برگزار خواهد شد. منبع: فیفا

قوانین رتبه بندی: رتبه‌بندی مرحله گروهی

در مرحله یک‌هشتم نهایی:
- تیم اول گروه E مقابل تیم دوم گروه F قرار می‌گیرد.
- تیم دوم گروه E مقابل تیم اول گروه F قرار می‌گیرد.

## مسابقات
تمامی زمان‌ها به وقت محلی هستند (یوتی‌سی ۳+).

### آلمان مقابل ژاپن
دو تیم دو بار به مصاف هم رفته اند که آخرین بار در یک دیدار دوستانه در سال ۲۰۰۶ با نتیجه ۲–۲ به تساوی رسیدند.
| آلمان | ۱–۲   | ژاپن |
| ----- | ----- | ---- |
|       | گزارش |      |

### اسپانیا مقابل کاستاریکا
| اسپانیا | ۷–۰   | کاستاریکا |
| ------- | ----- | --------- |
|         | گزارش |           |

### ژاپن مقابل برنده کاستاریکا
| ژاپن | ۰–۱   | کاستاریکا |
| ---- | ----- | --------- |
|      | گزارش |           |

### اسپانیا مقابل آلمان
دو تیم چهار بار در جام جهانی به مصاف هم رفته اند که آلمان یک‌بار با نتیجه ۲–۱ در مرحله گروهی جام جهانی ۱۹۶۶ و یک‌بار هم با نتیجه ۲–۱ در مرحله گروهی دوم در جام جهانی ۱۹۸۲ و یک‌بار هم اسپانیا در نیمه نهایی جام جهانی ۲۰۱۰ با نتیجه ۱–۰ به پیروزی رسیده اند، یک‌بار هم با نتیجه ۱–۱ در مرحله گروهی جام جهانی ۱۹۹۴ به تساوی رسیده اند.
| اسپانیا | ۱–۱   | آلمان |
| ------- | ----- | ----- |
|         | گزارش |       |

### ژاپن مقابل اسپانیا
دو تیم یک‌بار به مصاف هم رفته اند که در یک دیدار دوستانه در سال ۲۰۰۱ اسپانیا توانست با نتیجه ۱–۰ به پیروزی برسد. 
| ژاپن | ۲–۱   | اسپانیا |
| ---- | ----- | ------- |
|      | گزارش |         |

### کاستاریکا مقابل آلمان
| کاستاریکا | ۲–۴   | آلمان |
| --------- | ----- | ----- |
|           | گزارش |       |

## موارد انضباطی
در صورت تساوی قوانین رتبه‌بندی تیم‌ها در مرحله‌ی گروهی چه در مجموع و چه در رو در رو، از امتیاز موارد انضباطی یا به اصطلاح بازی جوانمردانه به عنوان یک قانون رتبه‌بندی استفاده می‌شود. این موارد بر اساس کارت‌های زرد و قرمز دریافتی در تمامی مسابقات گروهی میباشد که به شرح زیر محاسبه می‌شود:
- کارت زرد اول: منفی ۱ امتیاز
- کارت قرمز غیرمستقیم (کارت زرد دوم): منفی ۳ امتیاز
- کارت قرمز مستقیم: منفی ۴ امتیاز
- کارت زرد و کارت قرمز مستقیم: منفی ۵ امتیاز

فقط یکی از امتیازهای منفی فوق را می توان برای یک بازیکن در یک مسابقه اعمال کرد. 
| تیم                                  | مسابقه ۱ | مسابقه ۱                      | مسابقه ۱ | مسابقه ۱               | مسابقه ۲ | مسابقه ۲                      | مسابقه ۲ | مسابقه ۲               | مسابقه ۳ | مسابقه ۳                      | مسابقه ۳ | مسابقه ۳               | امتیاز |
| تیم                                  |          | Yellow card · Yellow-red card | Red card | Yellow card · Red card |          | Yellow card · Yellow-red card | Red card | Yellow card · Red card |          | Yellow card · Yellow-red card | Red card | Yellow card · Red card | امتیاز |
| ------------------------------------ | -------- | ----------------------------- | -------- | ---------------------- | -------- | ----------------------------- | -------- | ---------------------- | -------- | ----------------------------- | -------- | ---------------------- | ------ |
| اسپانیا                              |          |                               |          |                        |          |                               |          |                        |          |                               |          |                        |        |
| برندهٔ پلی‌آف کونکاکاف مقابل اقیانوسیه |          |                               |          |                        |          |                               |          |                        |          |                               |          |                        |        |
| آلمان                                |          |                               |          |                        |          |                               |          |                        |          |                               |          |                        |        |
| ژاپن                                 |          |                               |          |                        |          |                               |          |                        |          |                               |          |                        |        |